# Vídeňský kroužek

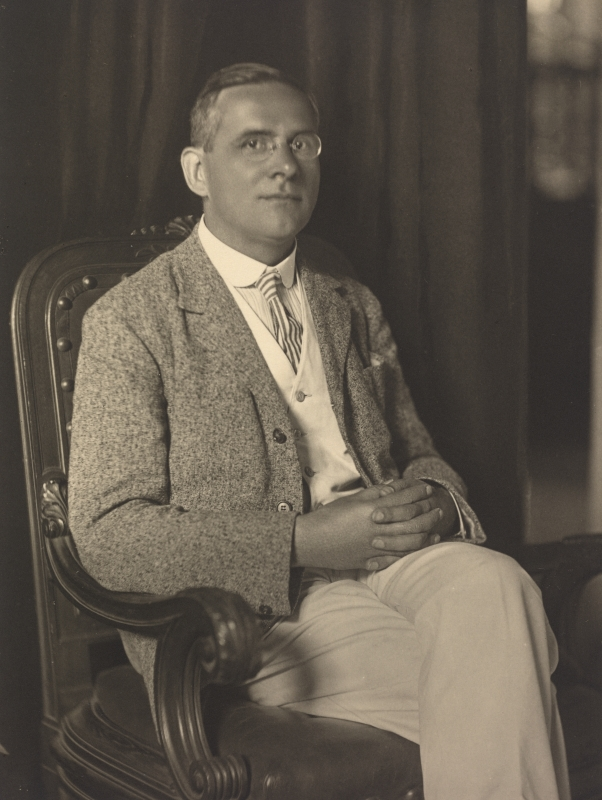
Moritz Schlick, fyzik a filosof, hlava Vídeňského kroužku

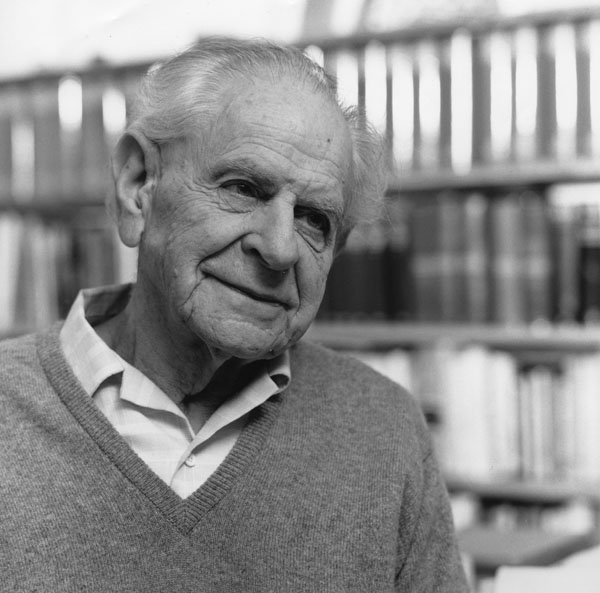
Karl Popper, jeden z největších kritiků filozofie Vídeňského kroužku

Vídeňský kroužek (německy Wiener Kreis) byla skupina logiků, filosofů, matematiků a sociologů, která byla založena v roce 1923 na Vídeňské univerzitě za vedení Moritze Schlicka. Pravidelnými návštěvníky byli Rudolf Carnap, Otto Neurath, Herbert Feigl, Philipp Frank, Friedrich Waismann a Hans Hahn. Příležitostně docházeli i Hans Reichenbach, Kurt Gödel, Carl Gustav Hempel, Alfred Tarski, Willard Van Orman Quine a Alfred Ayer, který o práci kroužku referoval ve Velké Británii. Někteří členové emigrovali už v době rakouského autoritativního režimu a schůzky skončily, když Moritze Schlicka roku 1936 zastřelil jeho bývalý student.
Filosofické východisko kroužku tvořil logický positivismus (resp. logický empirismus), to jest pokus o vědeckou filosofii ve smyslu „třetího stadia“ Augusta Comta. Původním záměrem bylo vybudovat axiomaticky založenou filosofii analytických soudů, jež by se zbavila závislosti na empirii a všechny empirické otázky přenechala speciálním vědám. Vídeňský kroužek dále ovlivnili Ludwig Wittgenstein (s nímž se někteří členové pravidelně scházeli), Bertrand Russell, Gottlob Frege, George Edward Moore, David Hilbert, Henri Poincaré, Albert Einstein a Karl Popper. Popper, který se schůzek kroužku nikdy nezúčastnil, rozvinul svůj kritický racionalismus v navázání a v opozici k logickému empirismu Vídeňského kroužku.

## Historie

### První Vídeňský kroužek (1907–1912)
Prvními členy Vídeňského kroužku byli Otto Neurath, Hans Hahn a Philipp Frank. Začali se scházet roku 1907 ve vídeňských kavárnách, kde se zabývali filosofií vědy a epistemologií. Snažili se například o zachování pozitivistických myšlenek Ernsta Macha nebo vybudování filosofie na vědě. Dalšími body jejich diskuze byla francouzská filosofie vědy a její autoři, Henri Poincaré a Pierre Duhem), zabývali se ale také propojením Machových myšlenek s logickými postupy (Schröder, Couturat). Probírali také myšlenky Husserla, Russela, Freuda, nebo Lenina.
První vídeňský kroužek pravděpodobně ukončil činnost roku 1912, kdy se Philipp Frank ujal volného místa mezi teoretickými fyziky v Praze. Hans Hahn opustil v průběhu první světové války Vídeň a vrátil se až roku 1921.

### Obnovení Vídeňského kroužku (1922–1936)
Fungování Vídeňského kroužku bylo obnoveno po Hahnově návratu. Skupina se začala znovu formovat poté, co byl Moritz Schlick jmenován předsedou oddělení filosofie induktivních věd na Vídeňské univerzitě v roce 1922. V tu dobu již byl autorem dvou významných děl: Prostor a čas v současné fyzice (1917) a Obecná teorie poznání (1918), která se ziskem jeho pozice nabyla na popularitě. V počátku nebyli oficiální skupinou a uchýlili se znovu k neformálním čtvrtečním schůzkám ve vídeňských kavárnách. Později se scházeli na Institutu matematiky Vídeňské univerzity.
Od roku 1928 se začali považovat za oficiální organizaci a založili vzdělávací spolek Ernst Mach society, v jehož čele seděl jako předseda Moritz Schlick. V roce 1929 vydali Rudolf Carnap, Hans Hahn a Otto Neurath manifest s názvem „Vědecké pojetí světa: Vídeňský kroužek”, kde zveřejnili jména svých předchůdců z různých oblastí filosofie i vědy. Podle tohoto díla si následně určili i svoje pojmenování. Později se však projevilo, že ne všichni s ním souhlasili. Například Schlick svůj kritický postoj vyjádřil v pamfletu „Obrat ve filosofii“.

### Rozpad (1934–1938)
Počátky rozkladu Vídeňského kroužku se začaly objevovat už na počátku 30. let 20. století, šlo většinou o politické důvody nebo úmrtí členů. Roku 1930 Herbert Feigl opustil Rakousko, Rudolf Carnap se roku 1931 odebral do Prahy, kde se mu na Karlově univerzitě uvolnilo místo, a roku 1935 odjel do Chicaga. 24. července 1934 zemřel Hans Hahn na následky operace a Otto Neurath uprchl do Nizozemska před Austrofašismem, který po Rakouské občanské válce převládl a po níž byla Společnost Ernsta Macha z politických důvodů rozpuštěna Schuschniggovým režimem. Dalším zlomem byla vražda Moritze Schlicka, kterého 22. června 1936 zastřelil jeho bývalý student Hans Nelböck. Po těchto událostech se ještě někteří členové Vídeňského kroužku občas scházeli, ale anexe Rakouska k Nacistickému Německu roku 1938 oficiálně ukončila jeho činnost v Rakousku.

## Činnost a díla

### Konference
V září 1929 proběhla první veřejná konference Vídeňského kroužku v Praze. Díky negativním názorům členů na metafyziku a přírodní vědy byla tato i další konference převážně politicky zaměřená. Za svého působení pořádali členové Vídeňského kroužku konference po celé Evropě. Ty datujeme do období mezi lety 1934–1939. Mezi místa, kam se za nimi sjeli známí vědci, patří Královec (1930), Praha (1934), Paříž (1935), Kodaň (1936) nebo Cambridge (1938).

### Publikace
K jejich dalším aktivitám patřilo publikování časopisu „Erkenntnis“, jehož editory byli Hans Reichenbach a Rudolf Carnap. Dále pak také vydávali knižní sérii „Schriften zur wissenschaftlichen Weltauffassung” , která byla v režii Philippa Franka a Moritze Schlicka. V knihách této série kompilovali a uveřejňovali eseje členů kroužku. Často také spojili síly s obdobným filosofickým uskupením v Berlíně (Berlínský kroužek), které založil Hans Reichenbach.
Hlavní dílo, shrnující názory a myšlenky většiny členů kroužku, je dílo Logický pozitivismus. Pojednávající o základech jejich zkoumání a stanovující jejich fundamentální metodologii. 
Individuální tvorba vybraných členů:
- Otto Neurath – Empirická sociologie, 1931; Philosophical papers 1913–1946, 1946
- Hans Reichenbach – Filosofie prostoru a času, 1928; Vznik vědecké filosofie, 1951
- Rudolf Carnap – Logická výstavba světa, 1928; Scheinprobleme in der Philosophie, 1928; Abriss der Logistik, 1929
- Hans Hahn – Wahrscheinslichkeit und Erfahrung, 1930
- Moritz Schlick – Obecná nauka o poznání, 1918

## Výzkum
Výzkum Vídeňského kroužku byl zaměřen především na filosofii. Příslušníci Vídeňského kroužku byli ovlivněni díly svých předchůdců. Ve svých prvotních pracích navazovali především na myšlenky Ernsta Macha, Augusta Comta, Alberta Einsteina a Sigmunda Freuda. Jejich filosofie je založena na vědecky podložitelných faktech a logice. Směr, kterým se ubírali, lze tedy nazvat logickým empirismem. Zásadně odmítali oddělení humanitních a přírodních věd. Ochotně připouštěli rozdíly mezi jejich předmětnými oblastmi, ale zároveň odmítali rozdíly v individuálních metodách výzkumu, jelikož historická tradice teprve rodících se sociálních věd na tom trvala.
I mezi členy však docházelo k neshodám v názorech, a lze je tak rozdělit do dvou táborů. Jako zástupce radikálního křídla lze uvést Otto Neuratha, Rudolfa Carnapa a Hanse Hahna. Naopak umírněnějším zástupcem byl Moritz Schlick. V jednotlivých spisech na sebe autoři navzájem odkazují a komentují díla svých kolegů. Proto je všechny publikace Vídeňského kroužku nutno chápat jako příspěvky k průběžným debatám mezi jeho příslušníky a spolupracovníky. Ve svém časopise kroužek zveřejňoval práce i osobnostem ne přímo propojeným s ním. Jedním z nich byl i Karl Popper, který byl zároveň i jejich největším kritikem. Ve svých pozdějších dílech se proti Vídeňskému kroužku vymezil a na svých lišících se názorech vybudoval novou větev racionalistické filosofie.

### Odkaz
Na Vídeňský kroužek navázali ve Finsku intelektuálové na univerzitě v Helsinkách. Jmenovitě například Eino Kaila, Georg Henrik von Wright. Dále také na univerzitách v Číně ve Wu-chanu, Kodani, Paříži, Curychu.
Od roku 1991 pracuje ve Vídni Institut Wiener Kreis, který se věnuje dokumentaci, zkoumání a dalšímu rozvíjení filosofie Vídeňského kroužku.